# Taisto Kangasniemi
Taisto Ilmari Kangasniemi (* 2. April 1924 in Kankaanpää in der Landschaft Satakunta; † 31. Oktober 1997 in Pikonlinna bei Tampere) war ein finnischer Ringkämpfer.

## Werdegang
Taisto Ilmari Kangasniemi begann als Jugendlicher mit dem Ringen. Er war Mitglied des Ringervereins „Kankaanpään Meno“, eines Vereins, der dem finnischen Arbeitersportverband TUL angehörte. Später wechselte er zu „Tampereen Kilpa-Veljet“ und zu „Tampereen Painiseura“; Vereine, die ebenfalls dem TUL angeschlossen waren. Er rang in beiden Stilarten und machte 1948 erstmals auf sich aufmerksam, als er bei den finnischen Meisterschaften der TUL den dritten Platz im Schwergewicht im griechisch-römischen Stil erkämpfte. In weiteren Ausscheidungskämpfen qualifizierte er sich in diesem Jahr dann sogar für die Olympischen Spiele in London. Dort verpasste er im Schwergewicht, freien Stil, mit einem vierten Platz nur knapp eine Medaille.
Auch 1952 konnte er sich für die Olympischen Spiele qualifizieren. In Helsinki rang er wieder im Schwergewicht, griechisch-römischer Stil und landete auf dem sechsten Platz.
Bei der Weltmeisterschaft im griechisch-römischen Stil 1953 in Neapel begann er im Schwergewicht mit drei Siegen sehr vielversprechend, traf aber dann auf Olympiasieger Johannes Kotkas, den Esten, der für die Sowjetunion startete und unterlag diesem auf Schulter. Damit kam er wieder nur auf den undankbaren vierten Platz.
1954 kämpfte er bei der Weltmeisterschaft in Tokio im freien Stil und kam nach einem Sieg über den Iraner Ahmed Vafadar und zwei Niederlagen auf den sechsten Platz. Im gleichen Stil rang er 1956 auch bei den Olympischen Spielen in Melbourne. Er zeigte gute Kämpfe und wurde nach zwei Siegen mit der Bronzemedaille belohnt. Er war auch im griechisch-römischen Stil am Start und belegte dort den sechsten Platz.
Kangasniemi rang auf nationaler Ebene noch bis zum Jahr 1960, startete aber bei keinen internationalen Meisterschaften mehr.
Die Ergebnisse der Meisterschaften, an denen er teilnahm, sind aus den folgenden Abschnitten nachzulesen.

### Internationale Erfolge
(OS = Olympische Spiele, WM = Weltmeisterschaft, GR = griechisch-römischer Stil, F = Freistil, S = Schwergewicht, damals über 87 kg Körpergewicht)
- 1948, 4. Platz, OS in London, G, S, mit einem Sieg über E. Noya, Argentinien und Niederlagen gegen Guido Fantoni, Italien und Ahmet Kireççi, Türkei;
- 1952, 6. Platz, OS in Helsinki, F, S, mit Sieg über Josef Růžička, CSR und Ahmed Vafadar, Iran und Niederlagen gegen İrfan Atan, Türkei und William Kerslake, USA;
- 1953, 4. Platz, WM in Neapel, GR, S, mit Siegen über Süleyman Baştimur, Türkei und Josef Schuster, Österreich und László Soltész, Ungarn und einer Niederlage gegen Johannes Kotkas, UdSSR;
- 1954, 6. Platz, WM in Tokio, F, S, mit einem Sieg über Vafadar und Niederlagen gegen Norbert Növényi, Ungarn und Arsen Mekokischwili, UdSSR;
- 1956, Bronzemedaille, OS in Melbourne, F, S, mit Siegen über Ray Mitchell, Australien und S. Nakao, Japan und Niederlagen gegen Hussein Mehmedow, Bulgarien und Hamit Kaplan, Türkei;
- 1956, 6. Platz, OS in Melbourne, GR, S, mit einem Sieg über Dale Lewis, USA und Niederlagen gegen Kaplan und Mehmedow Alichew.

### Finnische Meisterschaften
Taisto Kangasniemi wurde finnischer Meister des offiziellen finnischen Ringerverbandes im griechisch-römischen Stil in den Jahren 1950, 1951, 1952, 1953, 1954, 1962 und 1963 und im freien Stil in den Jahren 1953 und 1954.
- 1950, 1. Platz, GR, über 87 kg, vor Jaakko Virta und Pauli Riihimäki
- 1951, 1. Platz, GR, über 87 kg, vor Jaakko Virta und Tauno Kovanen
- 1952, 3. Platz, GR, über 87 kg, hinter Kaino Mäkelä und Tauno Kovanen
- 1953, 1. Platz, GR, über 87 kg, vor Kaino Mäkelä und Tauno Kovanen
- 1953, 1. Platz, FS, über 87 kg, vor Tauno Kovanen und Aale Siltanen
- 1954, 1. Platz, FS, über 87 kg, vor Paavo Sepponen und Aale Siltanen
- 1955, 1. Platz, GR, über 87 kg, vor Veikko Lahti und Jaakko Virta
- 1962, 1. Platz, GR, über 97 kg, vor Vihtori Ahven und Antti Vuorela
- 1963, 1. Platz, GR, über 97 kg, vor Vihtori Ahven und Matti Hämäläinen

Finnischer Meister des Verbandes TUL wurde er 1952, 1953, 1954, 1956, 1959, 1960, 1962, 1963 und 1964, jeweils im griechisch-römischen Stil im Schwergewicht. Vizemeister wurde er 1949 und 1955 jeweils hinter Olympiasieger Kelpo Gröndahl, 1958 hinter Vereinskamerad Vihtori Ahven. Im freien Stil gewann Kangasniemi 1955 und 1959 den Titel und wurde zudem zweimal Vizemeister.
- 1948, 3. Platz, GR, über 87 kg, hinter Kaino Mäkelä und Unto Vento
- 1949, 2. Platz, GR, über 87 kg, hinter Kelpo Gröndahl und vor Kaino Mäkelä
- 1952, 1. Platz, GR, über 87 kg, vor Aarne Nyholm und Einari Aaltonen
- 1952, 2. Platz, FS, über 87 kg, hinter Kaino Mäkelä und vor Erkki Laine
- 1953, 1. Platz, GR, über 87 kg, vor Jaakko Virta und Samppa Mäkelä
- 1954, 1. Platz, GR, über 87 kg, vor Samppa Mäkelä und Uuno Tuhkanen
- 1955, 2. Platz, GR, über 87 kg, hinter Kelpo Gröndahl und vor Jaakko Virta
- 1955, 1. Platz, FS, über 87 kg, vor Vihtori Ahven und Esko Ojanperä
- 1956, 1. Platz, GR, über 87 kg, vor Viljo Laulainen und Eino Löppönen
- 1957, 2. Platz, FS, über 87 kg, hinter Vihtori Ahven und vor Erkki Laine
- 1958, 2. Platz, GR, über 87 kg, hinter Vihtori Ahven und vor Erkki Repo
- 1959, 1. Platz, GR, über 87 kg, vor Jaakko Virta und Veikko Sara-Aho
- 1959, 1. Platz, FS, über 87 kg, vor Reino Marjanen und Pentti Kilpa
- 1960, 1. Platz, GR, über 87 kg, vor Jaakko Virta und Erkki Repo
- 1960, 2. Platz, FS, über 87 kg, hinter Ivar Wacklin
- 1962, 1. Platz, GR, über 97 kg, vor Jaakko Virta und Ossi Utriainen
- 1963, 1. Platz, GR, über 97 kg, vor Ossi Utriainen und Veikko Sara-Aho
- 1964, 1. Platz, GR, über 97 kg, vor Reijo Pulkkinen und Pentti Aho